# 索尔克研究所

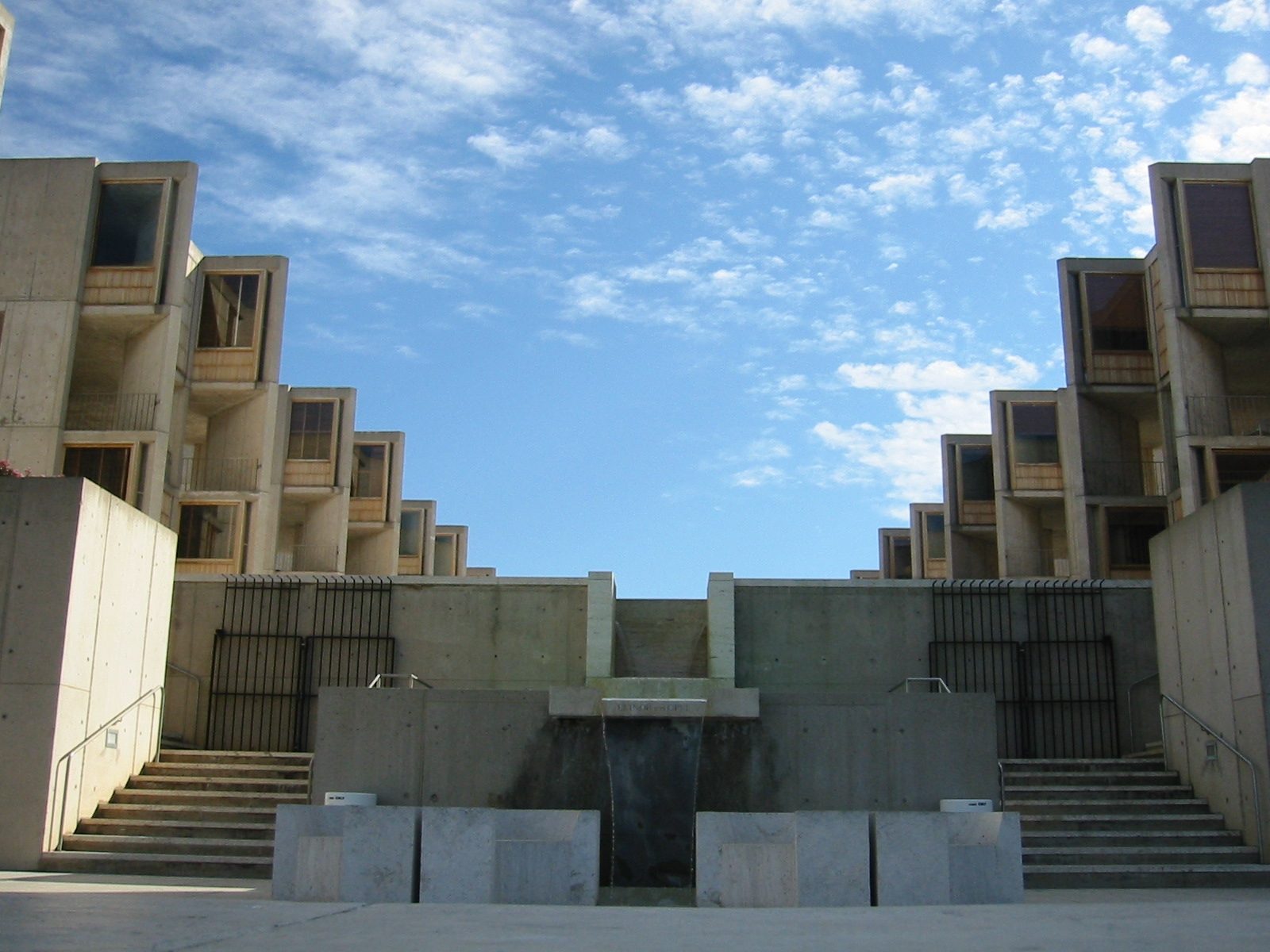
Salk Institute

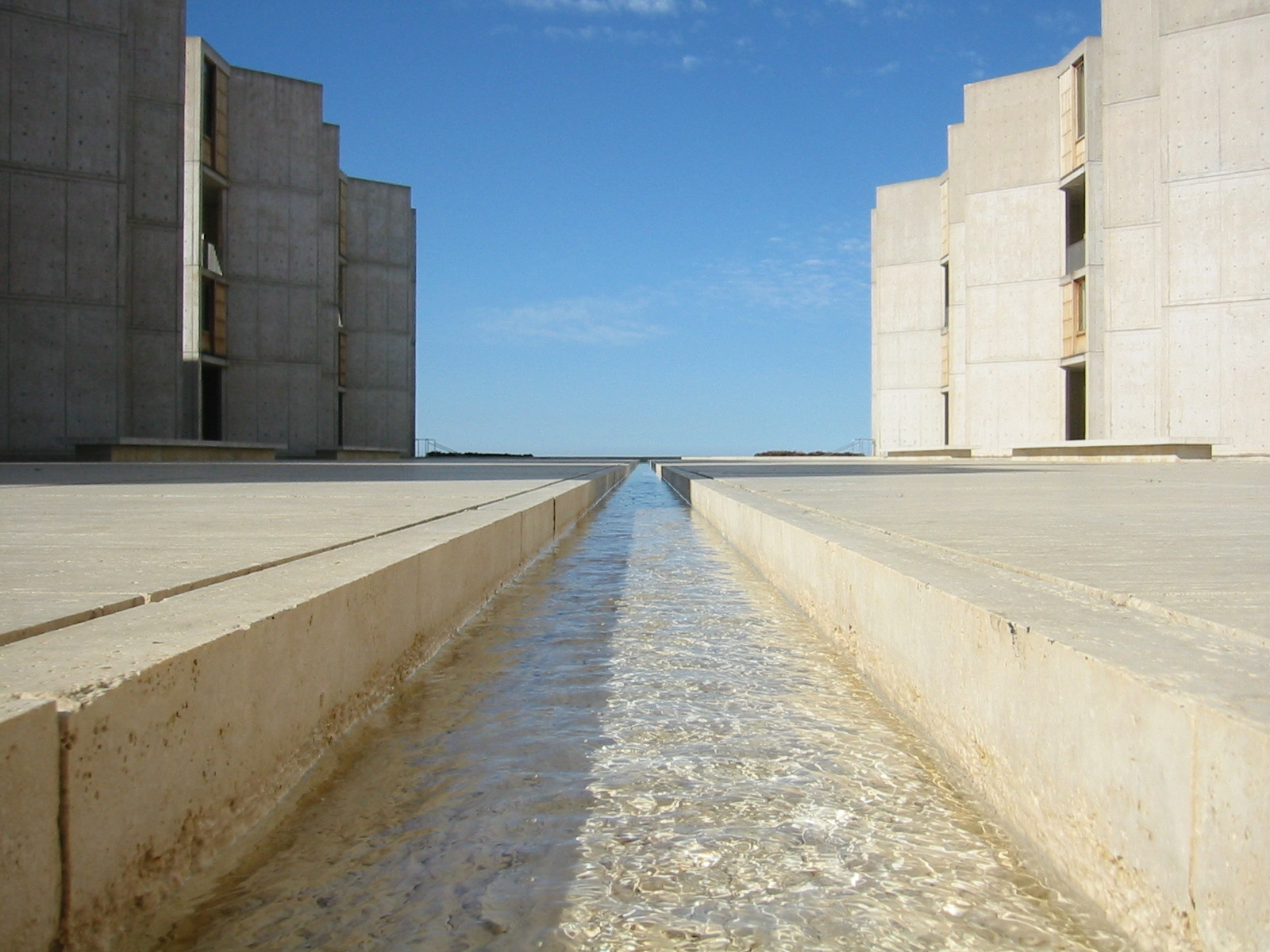
Salk Institute

索尔克生物研究所（英語：Salk Institute for Biological Studies，又譯為沙克生物學研究所、索克生物科學研究院）是坐落在加州南部拉霍亚的一个独立非营利科学研究机构。

## 历史
它于1960年由乔纳斯·索尔克创立，创始者中有雅各布·布罗诺斯基和弗朗西斯·克里克。1962年研究所正式投入运行。这所研究所是美国生命科学领域成果最多、品質最高的研究机构之一。 2004年，时代高等教育增刊将索尔克研究所列为世界第一的生物医学研究机构，2009年，科学观察将其列为神经科学和行为学领域全球第一的研究所。

## 外部連結
- 官方网站

32°53′14″N 117°14′46″W / 32.887151°N 117.246212°W